# Yoshiharu Horii
Yoshiharu Horii (jap. 堀井 美晴 Horii Yoshiharu; ur. 16 marca 1953) – japoński piłkarz występujący na pozycji napastnika.

## Kariera piłkarska
Od 1971 do 1987 roku występował w klubie Yanmar Diesel.

## Kariera trenerska
Po zakończeniu piłkarskiej kariery pracował jako trener w Kawasaki Frontale.